# Агамед
Агамед (на старогръцки: Ἀγαμήδης, Agamedes) в древногръцката митология е син на Ергин, царят на минийците в Орхомен в Беотия.
Заедно с брат си Трофоний те са прочути строители. Поради това (според Павзаний) цар Хирией, владетел в областта Беотия, им поръчва една камера (стая), в която да крие богатствата си. Те я построяват, но решават да измамят царя - сред зидарията има един голям камък, сравнително лесен за отместване, който те смятат да отместват при случай и да влизат да крадат от съкровищата. За да предотврати кражби, на свой ред Хирией залага в съкровищницата капани, в един от които се хваща Агамед. Последният е убит от брат си, докато се мъчи да се измъкне, като е обезглавен на излизане, от Трифоний, за да не изобличи и него. След това той самият е погълнат от земята.
Съществува и друга легенда за смъртта им, която е, че при построяването от тях на Храма на Аполон в Делфи, получават обещание от страна на божеството, че ще получат достойна награда 7 дни, след завършването му - тя се оказва, както изглежда, тяхната смърт.